# Elaeocarpus miriensis
Elaeocarpus miriensis är en tvåhjärtbladig växtart som beskrevs av Weibel. Elaeocarpus miriensis ingår i släktet Elaeocarpus och familjen Elaeocarpaceae. Inga underarter finns listade i Catalogue of Life.